# Liste der Gemeinden im Landkreis Amberg-Sulzbach

Karte des Landkreises Amberg-Sulzbach

Die Liste der Gemeinden im Landkreis Amberg-Sulzbach gibt einen Überblick über die Verwaltungseinheiten des Landkreises. Es gibt 27 politische Gemeinden, von denen 18 eine eigene Verwaltung haben, und 4 Verwaltungsgemeinschaften.

## Legende
- Verwaltungseinheit: Name der Gemeinde und Angabe der Gemeindeart: Gemeinde (–), Markt (M), Stadt (St), Große Kreisstadt (GKSt) oder Name der Verwaltungsgemeinschaft. Selbstständige Gemeinden wie auch Verwaltungsgemeinschaften sind fett gedruckt
- Wappen: Wappen der Gemeinde
- GT: Gemeindeteile der Gemeinde. Der Wiki-Link ist mit der Gemeindegliederung der jeweiligen Gemeinde verknüpft.
- VG: Zeigt ggf. an, ob eine Gemeinde zu einer Verwaltungsgemeinschaft gehört
- Karte: Zeigt die Lage der Gemeinde im Landkreis
- Fläche: Fläche der Stadt beziehungsweise Gemeinde, angegeben in Quadratkilometer
- Einwohner: Zahl der Menschen die in der Gemeinde beziehungsweise Stadt leben (Stand: 31. Dezember 2023[1])
- EW-Dichte: Angegeben ist die Einwohnerdichte, gerechnet auf die Fläche der Verwaltungseinheit, angegeben in Einwohner pro km2 (Stand: 31. Dezember 2023[2])
- Statistik: Link zur kommunalen Statistik des Bayerischen Landesamts für Statistik
- Website: Website der Gemeinde bzw. der Verwaltungsgemeinschaft

## Gemeinden
| Verwaltungseinheit                    | Wappen                                                | GT | VG                                | Karte                                                                                           | Fläche in km²  | Einwohner      | Einwohner je km² | Statistik | Website |
| ------------------------------------- | ----------------------------------------------------- | -- | --------------------------------- | ----------------------------------------------------------------------------------------------- | -------------- | -------------- | ---------------- | --------- | ------- |
| Landkreis Amberg-Sulzbach             | Wappen des Landkreises Amberg-Sulzbach                |    |                                   | Der Landkreis Amberg-Sulzbach                                                                   | 1255,75        | 104914         | 84               | [ 3 ]     | [ 4 ]   |
| Hahnbach, VG                          |                                                       |    | Hahnbach                          | Lage der Verwaltungsgemeinschaft Hahnbach im Landkreis Amberg-Sulzbach                          | 85,51 (6.8 %)  | 5890 (5.6 %)   | 69               |           |         |
| Illschwang, VG                        |                                                       |    | Illschwang                        | Lage der Verwaltungsgemeinschaft Illschwang im Landkreis Amberg-Sulzbach                        | 116,63 (9.3 %) | 3911 (3.7 %)   | 34               |           | [ 5 ]   |
| Königstein, VG                        |                                                       |    | Königstein                        | Lage der Verwaltungsgemeinschaft Königstein im Landkreis Amberg-Sulzbach                        | 66,14 (5.3 %)  | 2899 (2.8 %)   | 44               |           | [ 6 ]   |
| Neukirchen bei Sulzbach-Rosenberg, VG |                                                       |    | Neukirchen bei Sulzbach-Rosenberg | Lage der Verwaltungsgemeinschaft Neukirchen bei Sulzbach-Rosenberg im Landkreis Amberg-Sulzbach | 80,02 (6.4 %)  | 5191 (4.9 %)   | 65               |           | [ 7 ]   |
| Ammerthal                             | Wappen der Gemeinde Ammerthal                         | 5  |                                   | Lage der Gemeinde Ammerthal im Landkreis Amberg-Sulzbach                                        | 8,14 (0.6 %)   | 2065 (2 %)     | 254              | [ 8 ]     | [ 9 ]   |
| Auerbach in der Oberpfalz, St         | Wappen der Gemeinde Auerbach in der Oberpfalz         | 37 |                                   | Lage der Gemeinde Auerbach in der Oberpfalz im Landkreis Amberg-Sulzbach                        | 78,26 (6.2 %)  | 9127 (8.7 %)   | 117              | [ 10 ]    | [ 11 ]  |
| Birgland                              | Wappen der Gemeinde Birgland                          | 42 | Illschwang                        | Lage der Gemeinde Birgland im Landkreis Amberg-Sulzbach                                         | 62,42 (5 %)    | 1828 (1.7 %)   | 29               | [ 12 ]    | [ 13 ]  |
| Ebermannsdorf                         | Wappen der Gemeinde Ebermannsdorf                     | 12 |                                   | Lage der Gemeinde Ebermannsdorf im Landkreis Amberg-Sulzbach                                    | 45,39 (3.6 %)  | 2363 (2.3 %)   | 52               | [ 14 ]    | [ 15 ]  |
| Edelsfeld                             | Wappen der Gemeinde Edelsfeld                         | 26 |                                   | Lage der Gemeinde Edelsfeld im Landkreis Amberg-Sulzbach                                        | 34,72 (2.8 %)  | 1992 (1.9 %)   | 57               | [ 16 ]    | [ 17 ]  |
| Ensdorf                               | Wappen der Gemeinde Ensdorf                           | 18 |                                   | Lage der Gemeinde Ensdorf im Landkreis Amberg-Sulzbach                                          | 41,46 (3.3 %)  | 2076 (2 %)     | 50               | [ 18 ]    | [ 19 ]  |
| Etzelwang                             | Wappen der Gemeinde Etzelwang                         | 14 | Neukirchen bei Sulzbach-Rosenberg | Lage der Gemeinde Etzelwang im Landkreis Amberg-Sulzbach                                        | 21,69 (1.7 %)  | 1412 (1.3 %)   | 65               | [ 20 ]    | [ 21 ]  |
| Freihung, M                           | Wappen der Gemeinde Freihung                          | 22 |                                   | Lage der Gemeinde Freihung im Landkreis Amberg-Sulzbach                                         | 46,36 (3.7 %)  | 2559 (2.4 %)   | 55               | [ 22 ]    | [ 23 ]  |
| Freudenberg                           | Wappen der Gemeinde Freudenberg                       | 34 |                                   | Lage der Gemeinde Freudenberg im Landkreis Amberg-Sulzbach                                      | 82,02 (6.5 %)  | 4123 (3.9 %)   | 50               | [ 24 ]    | [ 25 ]  |
| Gebenbach                             | Wappen der Gemeinde Gebenbach                         | 3  | Hahnbach                          | Lage der Gemeinde Gebenbach im Landkreis Amberg-Sulzbach                                        | 18,13 (1.4 %)  | 862 (0.8 %)    | 48               | [ 26 ]    | [ 27 ]  |
| Hahnbach, M                           | Wappen der Gemeinde Hahnbach                          | 27 | Hahnbach                          | Lage der Gemeinde Hahnbach im Landkreis Amberg-Sulzbach                                         | 67,38 (5.4 %)  | 5028 (4.8 %)   | 75               | [ 28 ]    | [ 29 ]  |
| Hirschau, St                          | Wappen der Gemeinde Hirschau                          | 24 |                                   | Lage der Gemeinde Hirschau im Landkreis Amberg-Sulzbach                                         | 74,94 (6 %)    | 5666 (5.4 %)   | 76               | [ 30 ]    | [ 31 ]  |
| Hirschbach                            | Wappen der Gemeinde Hirschbach                        | 17 | Königstein                        | Lage der Gemeinde Hirschbach im Landkreis Amberg-Sulzbach                                       | 31,01 (2.5 %)  | 1183 (1.1 %)   | 38               | [ 32 ]    | [ 33 ]  |
| Hohenburg, M                          | Wappen der Gemeinde Hohenburg                         | 23 |                                   | Lage der Gemeinde Hohenburg im Landkreis Amberg-Sulzbach                                        | 39,28 (3.1 %)  | 1640 (1.6 %)   | 42               | [ 34 ]    | [ 35 ]  |
| Illschwang                            | Wappen der Gemeinde Illschwang                        | 32 | Illschwang                        | Lage der Gemeinde Illschwang im Landkreis Amberg-Sulzbach                                       | 54,21 (4.3 %)  | 2083 (2 %)     | 38               | [ 36 ]    | [ 37 ]  |
| Kastl, M                              | Wappen der Gemeinde Kastl                             | 39 |                                   | Lage der Gemeinde Kastl im Landkreis Amberg-Sulzbach                                            | 64,87 (5.2 %)  | 2561 (2.4 %)   | 39               | [ 38 ]    | [ 39 ]  |
| Königstein, M                         | Wappen der Gemeinde Königstein                        | 19 | Königstein                        | Lage der Gemeinde Königstein im Landkreis Amberg-Sulzbach                                       | 35,13 (2.8 %)  | 1716 (1.6 %)   | 49               | [ 40 ]    | [ 41 ]  |
| Kümmersbruck                          | Wappen der Gemeinde Kümmersbruck                      | 10 |                                   | Lage der Gemeinde Kümmersbruck im Landkreis Amberg-Sulzbach                                     | 46,37 (3.7 %)  | 9861 (9.4 %)   | 213              | [ 42 ]    | [ 43 ]  |
| Neukirchen bei Sulzbach-Rosenberg     | Wappen der Gemeinde Neukirchen bei Sulzbach-Rosenberg | 37 | Neukirchen bei Sulzbach-Rosenberg | Lage der Gemeinde Neukirchen bei Sulzbach-Rosenberg im Landkreis Amberg-Sulzbach                | 45,75 (3.6 %)  | 2507 (2.4 %)   | 55               | [ 44 ]    | [ 45 ]  |
| Poppenricht                           | Wappen der Gemeinde Poppenricht                       | 8  |                                   | Lage der Gemeinde Poppenricht im Landkreis Amberg-Sulzbach                                      | 11,58 (0.9 %)  | 3389 (3.2 %)   | 293              | [ 46 ]    | [ 47 ]  |
| Rieden, M                             | Wappen der Gemeinde Rieden                            | 17 |                                   | Lage der Gemeinde Rieden im Landkreis Amberg-Sulzbach                                           | 32,29 (2.6 %)  | 2648 (2.5 %)   | 82               | [ 48 ]    | [ 49 ]  |
| Schmidmühlen, M                       | Wappen der Gemeinde Schmidmühlen                      | 24 |                                   | Lage der Gemeinde Schmidmühlen im Landkreis Amberg-Sulzbach                                     | 25,32 (2 %)    | 2365 (2.3 %)   | 93               | [ 50 ]    | [ 51 ]  |
| Schnaittenbach, St                    | Wappen der Gemeinde Schnaittenbach                    | 16 |                                   | Lage der Gemeinde Schnaittenbach im Landkreis Amberg-Sulzbach                                   | 63,41 (5 %)    | 4277 (4.1 %)   | 67               | [ 52 ]    | [ 53 ]  |
| Sulzbach-Rosenberg, St                | Wappen der Gemeinde Sulzbach-Rosenberg                | 26 |                                   | Lage der Gemeinde Sulzbach-Rosenberg im Landkreis Amberg-Sulzbach                               | 53,11 (4.2 %)  | 19548 (18.6 %) | 368              | [ 54 ]    | [ 55 ]  |
| Ursensollen                           | Wappen der Gemeinde Ursensollen                       | 38 |                                   | Lage der Gemeinde Ursensollen im Landkreis Amberg-Sulzbach                                      | 72,90 (5.8 %)  | 3843 (3.7 %)   | 53               | [ 56 ]    | [ 57 ]  |
| Vilseck, St                           | Wappen der Gemeinde Vilseck                           | 36 |                                   | Lage der Gemeinde Vilseck im Landkreis Amberg-Sulzbach                                          | 64,68 (5.2 %)  | 6920 (6.6 %)   | 107              | [ 58 ]    | [ 59 ]  |
| Weigendorf                            | Wappen der Gemeinde Weigendorf                        | 11 | Neukirchen bei Sulzbach-Rosenberg | Lage der Gemeinde Weigendorf im Landkreis Amberg-Sulzbach                                       | 12,58 (1 %)    | 1272 (1.2 %)   | 101              | [ 60 ]    | [ 61 ]  |